# Mirko Braem
Mirko Braem (Eupen, 2 oktober 1978) is een Belgisch politicus van de CSP en voormalig lid van het Parlement van de Duitstalige Gemeenschap.

## Levensloop
Mirko Braem werd beroepshalve zelfstandig producent.
Hij werd lid van de CSP en werd voor deze partij in 2000 verkozen tot gemeenteraadslid van Kelmis, waar hij sinds 2018 schepen is. In 2014 werd hij tevens lid van het Parlement van de Duitstalige Gemeenschap. In maart 2018 nam hij om beroepsredenen ontslag als parlementslid.